# Яaven Loud speeeaker
『Яaven Loud speeeaker』（レイブン・ラウド・スピーカー）は、ナイトメアの7枚目のシングル。2005年8月10日に日本クラウンから発売された。
Aタイプ・Bタイプ各DVD付。Aタイプには「Яaven Loud speeeaker」のPV付でBタイプは「ナヅキ」のPVが収録されている。

## 収録曲
CD（A・Bタイプ共通）
1. Яaven Loud speeeaker [4:25]
作詞・作曲：RUKA
3rdオリジナルアルバム『anima』に収録。
2. ナヅキ [4:56]
作詞・作曲：咲人

DVD
- 「Яaven Loud speeeaker」Video Clip（Aタイプ）
- 「ナヅキ」Video Clip（Bタイプ）